# Hôtel de l'univers
Albums de Raphael
La Réalité
(2003)
Singles
1. Cela nous aurait suffi
Sortie : 2000
2. Laisse faire
Sortie : 2000
3. Ici tout va bien
Sortie : 2001

Hôtel de l'univers est le premier album studio de Raphael, paru le 9 octobre 2000.

## Liste des titres[2]
| No  | Titre                            | Paroles                  | Musique                  | Durée |
| --- | -------------------------------- | ------------------------ | ------------------------ | ----- |
| 1.  | Cela nous aurait suffi (dayenou) | Raphael Haroche          | Raphael Haroche          | 4:13  |
| 2.  | Qu'on est bien dans ce monde     | Raphael Haroche          | Raphael Haroche          | 4:11  |
| 3.  | Laisse faire                     | Raphael Haroche - Caro M | Raphael Haroche          | 2:52  |
| 4.  | Hotel de l'univers               | Raphael Haroche - Caro M | Raphael Haroche          | 3:36  |
| 5.  | La Meute                         | Raphael Haroche          | Raphael Haroche          | 4:29  |
| 6.  | Ici tout va bien                 | Raphael Haroche          | Raphael Haroche          | 3:56  |
| 7.  | On craindra plus les balles      | Raphael Haroche          | Raphael Haroche          | 3:59  |
| 8.  | Choisis ton camp                 | Raphael Haroche - Caro M | Raphael Haroche          | 4:34  |
| 9.  | Petite annonce                   | Raphael Haroche          | Raphael Haroche          | 3:50  |
| 10. | T'apporter mon amour             | Raphael Haroche          | Raphael Haroche          | 3:24  |
| 11. | Libre service                    | Raphael Haroche          | Raphael Haroche - Caro M | 4:56  |

## Classements
| Pays   | Meilleure position | Entrée          | Sortie           |
| ------ | ------------------ | --------------- | ---------------- |
| France | 107                | 13 octobre 2001 | 10 novembre 2001 |